# حسن تال
حسن تال (به لاتین: Hasan Tal) یک منطقهٔ مسکونی در افغانستان است که در ولایت بغلان واقع شده‌است.